# Побойки
Побойки — деревня в Гусь-Хрустальном районе Владимирской области России, входит в состав муниципального образования «Посёлок Красное Эхо».

## География
Деревня расположена в 1,5 км на запад от центра поселения посёлка Красное Эхо и в 21 км на север от Гусь-Хрустального близ автодороги Р-132 «Золотое кольцо».

## История
В конце XIX — начале XX века деревня входила в состав Моругинской волости Судогодского уезда, с 1926 года — в составе Александровской волости Владимирского уезда. В 1859 году в деревне числилось 19 дворов, в 1905 году — 32 двора, в 1926 году — 64 двора. 
С 1929 года деревня являлась центром Побойковского сельсовета Гусь-Хрустального района, с 1940 года — в составе Красно-Эховского сельсовета, с 1973 года — в составе Вашутинского сельсовета, с 2005 года — в составе Муниципального образования «Посёлок Красное Эхо».

## Население
| 1859 | 1905 | 1926 | 2002 | 2010 | 2021 |
| ---- | ---- | ---- | ---- | ---- | ---- |
| 126  | ↗222 | ↗377 | ↘64  | ↘36  | ↗57  |